# Чулымский язык
Чулы́мский язык (самоназвание — чулым тили, ӧс тил, татар тили) — язык чулымцев. Восточнотюркский язык хакасской группы тюркских языков, распространённый в Сибири. Близок к шорскому языку и некоторым диалектам хакасского.
Язык является вымирающим и внесён в Красную книгу исчезающих языков ЮНЕСКО. Вероятно, он окончательно вымрет к 2030-м годам. По данным переписи 2021 года из 382 чулымцев говорят по-чулымски только 38 человек.

## Лингвогеография
Чулымский язык распространён в Центральной Сибири, на территории Красноярского края и Томской области, к северу от Алтайских гор в бассейне реки Чулым. Все носители владеют также русским языком. Бо́льшая часть носителей проживает в Тегульдетском районе Томской области.
Чулымский язык состоял из двух диалектов, соответствующих ареалам расселению носителей вдоль реки Чулым — среднечулымский (распадается на два говора — тутальский и мелетский — и распространён в Тегульдетском районе Томской области), и нижнечулымский (говоры — кецик, кюэрик, ячинский, чибинский, ежинский). По данным исследований конца 2010-х годов нижнечулымский диалект вымер. Среднечулымский является диалектом -z- и, таким образом, принадлежит к хакасским диалектам. Нижнечулымский — диалект -j-, относится к северноалтайским.

## Лингвистическая характеристика
Фонетическая система является характерной для тюркских языков. В языке представлены долгие и краткие гласные, встречаются дифтонги.
вокализм мелетского говора
|          | неогубленные       | неогубленные | огубленные | огубленные |
| широкие  | узкие              | широкие      | узкие      |            |
| -------- | ------------------ | ------------ | ---------- | ---------- |
| задние   | а [a]              | ы [ɨ]        | о [o]      | у [u]      |
| передние | ӓ [æ] // э / e [e] | и [i]        | ӧ [ø]      | ӱ [y]      |

консонатизм мелетского говора
|           | взрывные   | взрывные | фрикативные | фрикативные | глайды | сонорные    | сонорные  | сонорные   |
| глухие    | звонкие    | глухие   | звонкие     | носовые     | глайды | латеральные | дрожащие  |            |
| --------- | ---------- | -------- | ----------- | ----------- | ------ | ----------- | --------- | ---------- |
| губные    | п [p / pʲ] | б [b]    | ф [f]       | в [v]       |        | м [mʲ / m]  |           |            |
| зубные    | т [t]      | д [d]    | с [s]       | з [z]       |        | н [n / ɲ]   | л [ł / l] | р [r / rʲ] |
| нёбные    | ч [tɕ]     |          | щ [ɕ]       | җ [ʑ]       | й [j]  |             |           |            |
| велярные  | к [k]      | г [g]    |             | ғ [ʁ]       |        | ң [ŋ]       |           |            |
| увулярные | қ [q]      |          | х [χ]       |             |        |             |           |            |

Существует семь падежей: основной, родительный, винительный, дательно-направительный, орудно-совместный, исходный и местный. Имеется несколько временны́х форм для выражения прошедшего, настоящего и будущего времени.
Существительные образуются суффиксальными и бессуффиксными способами. Основным способом в словообразовании прилагательных является суффиксальный. Наречия образуются с помощью суффикса «-ча». Для словообразования глаголов выявлено девять аффиксов.
Основным источником лексических заимствований является русский язык. Также встречаются заимствования из монгольского, арабского и персидского языков. В топонимике встречаются енисейские и самодийские субстраты.

## Письменность
Письменность на чулымском языке возникла в начале XXI века и существует в двух вариантах. Первый был разработан в 2003—2018 годах В. М. Габовым для тутальского говора среднечулымского диалекта. На этом алфавите в 2019 году была издана первая книга на чулымском языке — Евангелие от Марка («Маркадын чакшычут ёсь тилғе шыйылған»). Также на этом алфавите исследовательницей В. М. Лемской в 2020—2021 годах были составлены уроки чулымского языка, опубликованные на сайте Тегульдетской библиотеки. Второй вариант алфавита был разработан в 2007—2018 годах А. Ф. Кондияковым и В. М. Лемской для мелетского говора среднечулымского диалекта. По состоянию на 2021 год этот алфавит использовался только в научной литературе.
Чулымский алфавит (для тутуальского говора среднечулымского диалекта):
| А а | Б б | В в | Г г | Ғ ғ | Д д | Е е | Ё ё | Ж ж | З з |
| И и | Й й | К к | Л л | М м | Н н | Ҥ ҥ | О о | П п | Р р |
| С с | Т т | У у | Ф ф | Х х | Ц ц | Ч ч | Ӵ ӵ | Ш ш | Щ щ |
| Ъ ъ | Ы ы | Ь ь | Э э | Ю ю | Я я |     |     |     |     |

Чулымский алфавит (для мелетского говора среднечулымского диалекта, деревня Пасечное):
| А а | Ӓ ӓ | Б б | В в | Г г | Ғ ғ | Д д | Е е | Ё ё | Ж ж |
| Җ җ | З з | И и | Й й | К к | Қ қ | Л л | М м | Н н | Ң ң |
| О о | Ӧ ӧ | П п | Р р | С с | Т т | У у | Ӱ ӱ | Ф ф | Х х |
| Ц ц | Ч ч | Ш ш | Щ щ | Ъ ъ | Ы ы | Ь ь | Э э | Ю ю | Я я |

## Функционирование языка
Является языком коренного малочисленного народа России. Языком владеют лишь лица старше 67 лет, детям он не передаётся. При бытовом общении используется только в деревне Пасечное. Периодически на чулымском языке исполняются песни, частушки и сценки на сельских праздниках.
В 2020 году чулымский язык стал преподаваться в Тегульдете на онлайн-курсах. Ранее на протяжении трёх лет в школе деревни Пасечное функционировал кружок чулымского языка, однако впоследствии он был отменён районным управлением образования ввиду того, что язык не входит в перечень региональных языков для изучения в школе.
Также на чулымском языке исполняет песни этно-поп-группа «Otyken».